# Heinrich von Bünau (General, 1778)
Heinrich von Bünau (* 27. November 1778 auf Teppeln; † 26. September 1834 in Jülich) war ein preußischer Generalmajor und Kommandant der Festung Jülich.

## Leben

### Herkunft
Er war der Sohn des gleichnamigen Heinrich von Bünau (* 30. März 1718; † 1782) und dessen Ehefrau Juliane Christiane, geborene Freiin von Feilitzsch. Sein Vater war Herr auf Teppeln, herzoglich sächsisch-weimarischer Major und Kommandeur der Garde du Corps.

### Militärkarriere
Bünau besuchte ab 1. März 1790 das Kadettenhaus in Dresden und wurde am 16. Februar 1796 als Unteroffizier dem Infanterieregiment „Kurfürst“ der Sächsischen Armee überwiesen. Er nahm 1796/97 am Ersten Koalitionskrieg teil und kämpfte bei Wetzlar, Kirn, Pforzheim und Neuburg. Am 12. September 1798 erfolgte seine Versetzung als Fähnrich in das Infanterieregiment „von Saenger“, wo Bünau am 21. August 1805 zum Sourleutnant avancierte. Im Vierten Koalitionskrieg wurde er in der Schlacht bei Jena verwundet und kämpfte im Gefecht bei Mittelpöllnitz. Nach dem Frieden von Tilsit wurde Bünau am 4. August 1808 zum Premierleutnant befördert. Während des Fünften Koalitionskrieges kämpfte er auf französischer Seite bei Linz, Krems und Stampfen. Für sein Wirken in der Schlacht bei Wagram wurde Bünau mit dem Ritterkreuz des Militär-St.-Heinrichs-Ordens beliehen.
Am 7. Oktober 1809 kam er als Hauptmann in das 2. Leichte Infanterie-Regiment und wurde ein Jahr später Adjutant des Prinzen Friedrich August von Sachsen. Bünau nahm 1812 an Napoleons Russlandfeldzug teil, kämpfte bei Podobna, Kosnie sowie Wolkowysk und wurde bei Biala verwundet. Er gehörte zu den wenigen Rückkehrern und wurde am 4. Februar 1813 als Hauptmann in das Regiment „Prinz Friedrich August“ übernommen, aber schon am 22. Juni 1813 als Major in das Husaren-Regiment versetzt. Am 16. Oktober 1813 wechselte Bünau als Kommandeur eines Grenadier-Regiments in der Völkerschlacht bei Leipzig zu den Preußen und wurde daraufhin am 17. Mai 1814 mit Patent vom 19. August 1813 im 19. Infanterie-Regiment angestellt. Am 26. Juli 1813 folgte seine Versetzung in das 27. Infanterie-Regiment.
Während der Befreiungskriege kämpfte Bünau in den Schlachten bei Großbeeren, Dennewitz, Paris und Ligny. Er wurde im Gefecht bei Kalisch verwundet, kämpfte aber bei Wittstock, Oudenaarde und Courtray. Für Belle Alliance wurde er mit dem Eisernen Kreuz II. Klasse und dem Orden der Heiligen Anna II. Klasse ausgezeichnet.
Bünau stieg am 15. Oktober 1815 zum Oberstleutnant auf und man beauftragte ihn am 22. Juli 1817 mit der Führung seines Regiments. Am 25. April 1818 folgte seine Ernennung zum Regimentskommandeur. In dieser Eigenschaft beförderte man ihn am 30. März 1822 zum Oberst und verlieh Bünau am 16. Januar 1824 den Roten Adlerorden III. Klasse. Am 30. März 1831 kam er als Kommandeur zur 15. Landwehr-Brigade, am 30. März 1833 wurde er zum Generalmajor befördert. Ein Jahr später wurde er wegen seiner sich verschlechternden Gesundheit zum Kommandanten der Festung Jülich ernannt. Dort starb er bereits am 26. September 1834.
Im Jahr 1833 schrieb der General Borstell in seiner Beurteilung: „Moralisch, diensteifrig und pünktlich, Ganz zuverlässig und für seine Stellung geeignet, viel Dienstsicherheit und Geschäftsumsicht, überhaupt ein musterhafter Vorgesetzter. Seine Gesundheit ist wandelbar und für den Felddienst nicht zuverlässig. Dennoch würde seine Beseitigung ein wahrer Verlust für den Allerhöchsten Dienst sein. Sehr empfehlenswert.“

### Familie
Bünau heiratete am 15. Juli 1810 auf Kesselshain bei Borna Henriette von Altrock (* 30. September 1790; † 21. Juni 1878). Das Paar hatte mehrere Kinder:
- Henriette Karoline Luise (* 5. Juni 1811; † 24. September 1864) ⚭ 1839 Alexander von Thielen († 20. Februar 1886), Herr auf Hohenfelde
- Pauline Alexandrine Marie (* 11. Dezember 1813; † 23. Juni 1897)
- Maria Emma (* 13. Februar 1819; † 28. Februar 1896) ⚭ 1852 Eduard Ottmer († 24. Mai 1875)
- Agnes Adolfine (* 11. November 1820)
- Heinrich (* 25. Oktober 1824; † 21. Dezember 1846), gestorben in Fort Wilhelm, Batavia, als holländischer Korporal
- Rudolf (* 3. November 1826; † 21. Januar 1847), gestorben in Fort Wilhelm, Batavia, als holländischer Sergeant
- Günther (* 19. Mai 1829; † 9. Juli 1866), preußischer Sekondeleutnant

Der König versprach der Witwe Unterstützung der Kinder bis zu ihrem 17. Lebensjahr. Ab 1840 erhielt die Witwe zudem eine jährliche Pension von 200 Talern.